# يوتشمايور
بلدية يوتشمايور (بالإسبانية: Lluchmayor) هي بلدية تقع في منطقة جزر البليار شرق إسبانيا.

## الديموغرافيا
بلغ عدد سكان بلدية يوتشمايور 36.959 نسمة عام 2011 (وفقاً للمعهد الوطني للإحصاء الإسباني).
| 20.474 | 22.811 | 26.466 | 29.891 | 33.222 | 36.078 | 36.959 |

## أعلام
- بير توماس
- خايمي الثالث ملك مايوركا